# La ragazza di nome Giulio (film)
La ragazza di nome Giulio è un film del 1970 diretto da Tonino Valerii, tratto dal romanzo omonimo di Milena Milani.

## Trama
Una ragazza nel fiore dell'adolescenza deve affrontare la propria crescita sessuale nella confusione determinata dal fatto che uomini e donne in egual misura la desiderano ardentemente.

## Produzione
Joan Fontaine venne inizialmente scelta per interpretare Laura, la madre della protagonista, ma lasciò il set pochi giorni prima della fine delle riprese a causa di disaccordi economici con il produttore Francesco Mazzei; venne sostituita da Esmeralda Ruspoli e tutte le sue scene furono rigirate.

## Distribuzione
Il film era stato inserito al Festival di Berlino 1970 ma non fu proiettato per la chiusura anticipata del concorso.